# Astley Key
Sir Astley Cooper Key (18. ledna 1821, Londýn, Anglie – 3. března 1888, Maidenhead, Berkshire, Anglie) byl britský admirál. U Royal Navy sloužil od dětství, byl účastníkem válečných konfliktů v koloniích, vynikl především v krymské válce. Později působil v námořní administraci, proslul jako zakladatel a první ředitel Námořní akademie v Greenwichi. V roce 1878 dosáhl hodnosti admirála a aktivní kariéru završil ve funkci prvního námořního lorda (1879–1885).

## Životopis
Pocházel z početné rodiny proslulého lékaře Charlese Astona Keye (1793–1849) a jeho manželky Anne Cooper . Do Royal Navy vstoupil v roce 1833 jako dobrovolník, později si doplnil vzdělání na námořní akademii v Portsmouthu a následně vystřídal službu ve Středozemním moři a severní Americe. V roce 1842 získal hodnost poručíka a poté se v jižní Americe zúčastnil britsko-francouzské blokády přístavu Río de la Plata. V roce 1845 byl povýšen na komandéra a poté sloužil znovu ve Středomoří. V roce 1850 dosáhl hodnosti kapitána a za krymské války vynikl účastí v bojových akcích v Baltském moři, načež obdržel Řád lázně (1855). Poté byl převelen do Číny (East Indies and China Station), kde se zúčastnil druhé opiové války. Po návratu do Anglie byl jmenován členem vládní komise pro obranu Spojeného království (1859), poté působil na námořní základně v Devonportu (1860), od roku 1863 byl superintendantem námořní školy v Portsmouthu. V roce 1866 dosáhl hodnosti kontradmirála a v letech 1866–1869 vedl odbor námořního dělostřelectva na admiralitě. Díky svým podnětným aktivitám v technickém zdokonalování dělostřelectva byl v roce 1869 jmenován členem Královské společnosti. V letech 1869–1870 velel v Portsmouthu, poté byl správcem loděnic na Maltě (1870-1872). Poté se proslavil jako zakladatel a první prezident námořní školy (Royal Naval College) v Greenwichi (1872–1876). V roce 1873 byl povýšen na viceadmirála téhož roku jako nositel rytířského kříže Řádu lázně získal šlechtický titul Sir. Poté se vrátil do aktivní služby na moři a v letech 1875–1878 byl vrchním velitelem v severní Americe a Karibiku (North America and West Indies Station). V roce 1878 se vrátil do Evropy a sestavil zvláštní flotilu v Baltském moři, která měla zastrašit Rusko ze severu během probíhající války s Tureckem. Při této příležitosti byl povýšen na admirála (1878) a v roce 1879 byl jmenován první námořním pobočníkem královny Viktorie. V letech 1879–1885 zastával úřad prvního námořního lorda, v této funkci se nadále věnoval spíše administrativě a technickému zdokonalování, zatímco problematiku strategie ponechával svým podřízeným. V roce 1882 obdržel velkokříž Řádu lázně a v roce 1884 byl jmenován členem Tajné rady.
Byl dvakrát ženatý a z obou manželství (Charlotte Lavinia Mcneill, Evelyn Bartolucci) měl celkem šest dětí. Synové Edmund Moore Cooper-Key (1862–1933) a Astley Dundas Cooper-Key (1884–1951) sloužili též u námořnictva a oba dosáhli hodnosti kapitána. Z prvního manželství pocházela také dcera Annie Rose (1859–1935), která se pod vyvdaným příjmením Champion de Crespigny uplatnila jako spisovatelka.